# 小比洛澤爾卡

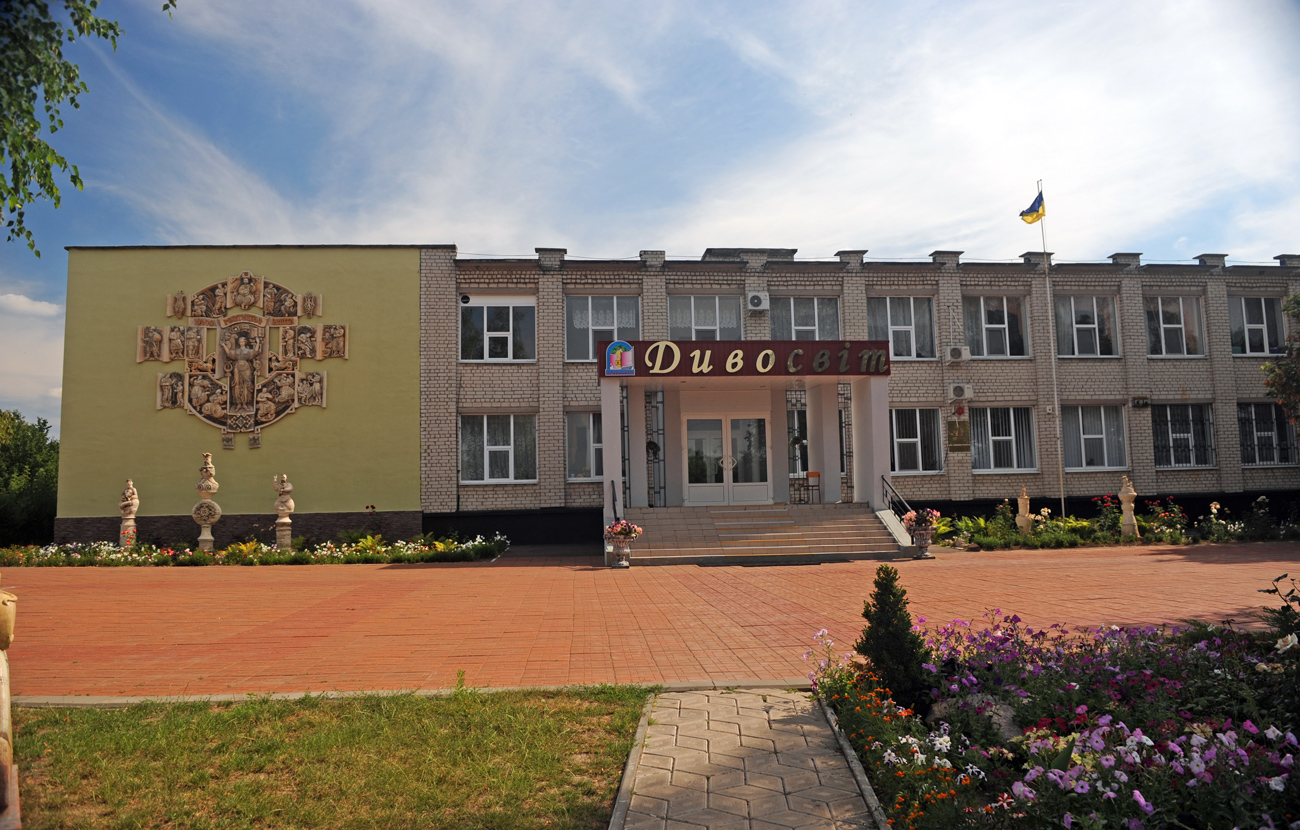
高中

小比洛澤爾卡（烏克蘭語：Мала Білозерка），或按俄语名译为小貝洛澤爾卡，是烏克蘭東南部扎波羅熱州瓦西里夫卡區小比洛泽尔卡市镇的村落及其行政中心。距離烏利亞尼夫卡和新比洛澤爾卡2.5公里，始建於1784年，面積269.55平方公里，海拔高度76米，2001年人口5,949。